# Педро Лопез де Ајала
Педро Лопез де Ајала (шп. Pedro Lopez de Ayala, 1332 — 1407), шпански историчар, песник и политичар. Писао оштре сатире у духу времена. Његово дело је Књига о двору.